# Ilovăț
Ilovăț è un comune della Romania di 1314 abitanti, ubicato nel distretto di Mehedinți, nella regione storica dell'Oltenia. 
Il comune è formato dall'unione di 6 villaggi: Budănești, Cracu Lung, Dâlbocița, Firizu, Ilovăț, Racova.